# Theodor Weber (teologo)
Theodor Hubert Weber (Zülpich, 28 gennaio 1836 – Bonn, 12 gennaio 1906) è stato un teologo e vescovo vetero-cattolico tedesco.

## Biografia
Fu il secondo vescovo della Chiesa vetero-cattolica della Germania e uno dei seguaci più importanti della filosofia di Anton Günther.
Nel 1858 ottenne il dottorato in filosofia all'Università di Bonn sotto la guida di Franz Peter Knoodt (1811-1889). Nel 1860 ricevette la sua ordinazione a Breslavia e dal 1862 al 1864 fu un insegnante nella città di Sagan. Nel 1868 ottenne la sua abilitazione, in seguito servì come professore di filosofia all'Università di Breslavia (1872-1890).
Nel 1890 si trasferì a Bonn, dove fu nominato vicario generale da Joseph Hubert Reinkens (1821-1896). Nel 1896 succedette a Reinkens come vescovo della Chiesa vetero-cattolica tedesca.

## Opere
- Schülers Metaphysik. Anschauungen vom Menschen, 1864
- Kants Dualismus von Geist und Natur aus dem Jahre 1766 und der des positiven Christentums, 1866
- Geschichte der neuen deutschen Philosophie, 1873
- Zur Kritik der Kantschen Erkenntnistheorie, 1882.
- Metaphysik, eine wissenschaftliche Begründung der Ontologie des positiven Christentums, (1888-91 2 volumi)